# IGN
Az IGN főleg videójátékok híreivel és kritikáival foglalkozó weboldal. Nem szabad összetéveszteni az IGN Entertainmenttel, az IGN egyesített tulajdonosával.
Az IGN főoldala számos specializálódott oldalból áll, mindegyik az IGN egy-egy aldomainján található. Ezek az oldalak, közismertebb nevükön „csatornák” a videójátékok három generációját fedik le: PC játékok, Nintendo GameCube, Wii, Nintendo DS, Game Boy, Xbox, Xbox 360, PlayStation 2, PlayStation 3, PSP, mobiltelefon, N-Gage, PlayStation, Nintendo 64, Dreamcast, és Macintosh. Az oldalak csalás kódokat, gyakran ismételt kérdéseket és részletes útmutatókat is tartalmaznak. Ezen kívül vannak csatornák például a filmek, DVD-k, zenék, sport, sci-fi stb. számára is.
Az IGN magyar nyelvű változata 2015. január 30-án indult a megszűnt Gamers Magazin stábjával.

## Külső hivatkozások
- IGN.com